# Quarante Tableaux

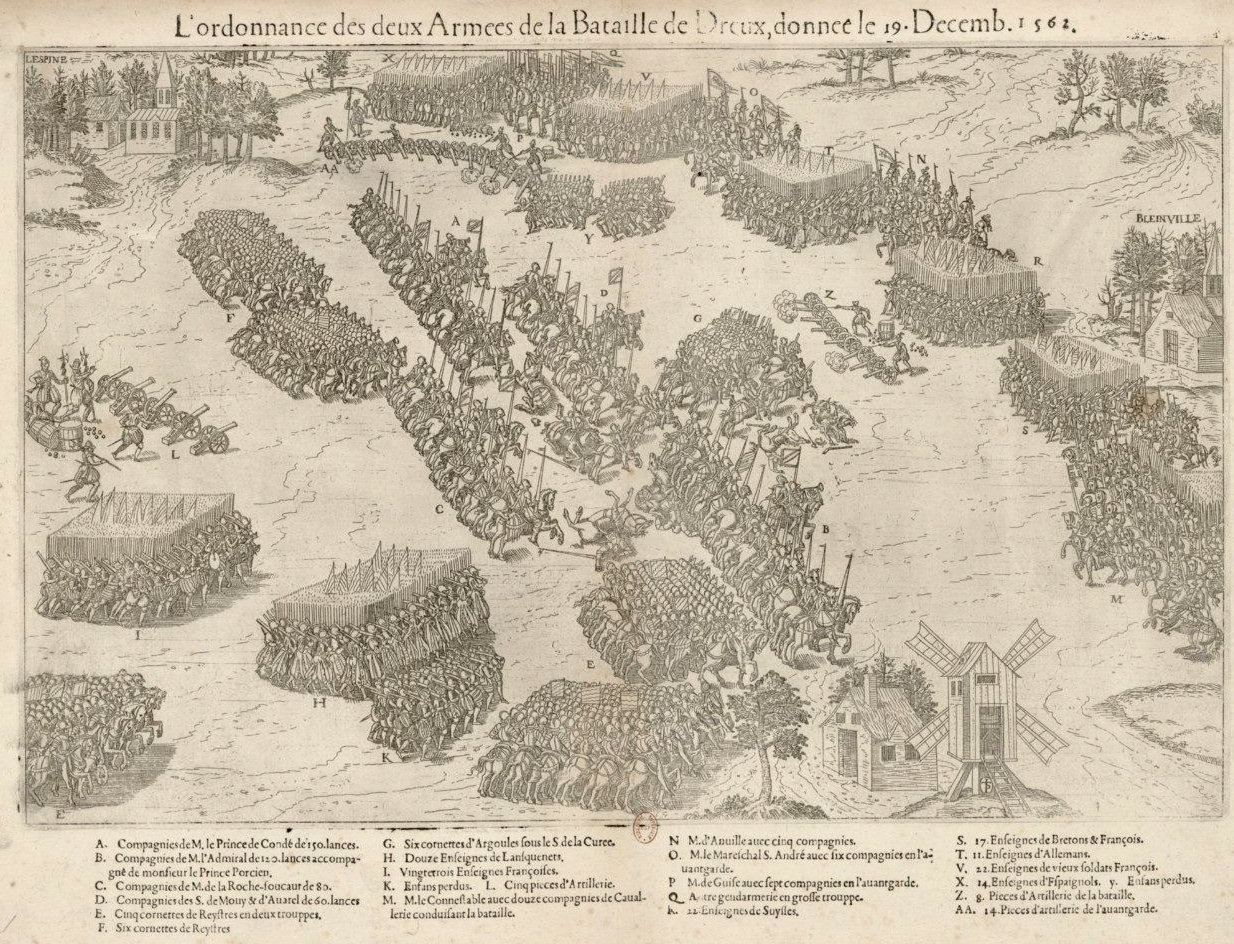
Ordonnance des troupes catholiques et protestantes à la bataille de Dreux (1562)

Les Quarante Tableaux, ou plutôt, d'après le titre complet, le Premier volume contenant quarante tableaux ou histoires diverses qui sont mémorables touchant les guerres, massacres et troubles advenus en France en ces dernières années. Le tout recueilli selon le tesmoignage de ceux qui y ont esté en personne..., sont un recueil collectif, publié en 1569-1570, de planches gravées sur bois ou sur cuivre, qui représentent des épisodes importants des premières guerres de religion, qui ont opposé les catholiques et les protestants en France au XVIe siècle. Les principaux auteurs des planches sont Jean Perrissin et Jacques Tortorel ; le recueil est de ce fait souvent désigné sous la forme Tortorel et Perrissin.
Le recueil fut réédité en fac-similé par Alfred Franklin en 1886.

## Contenu du recueil

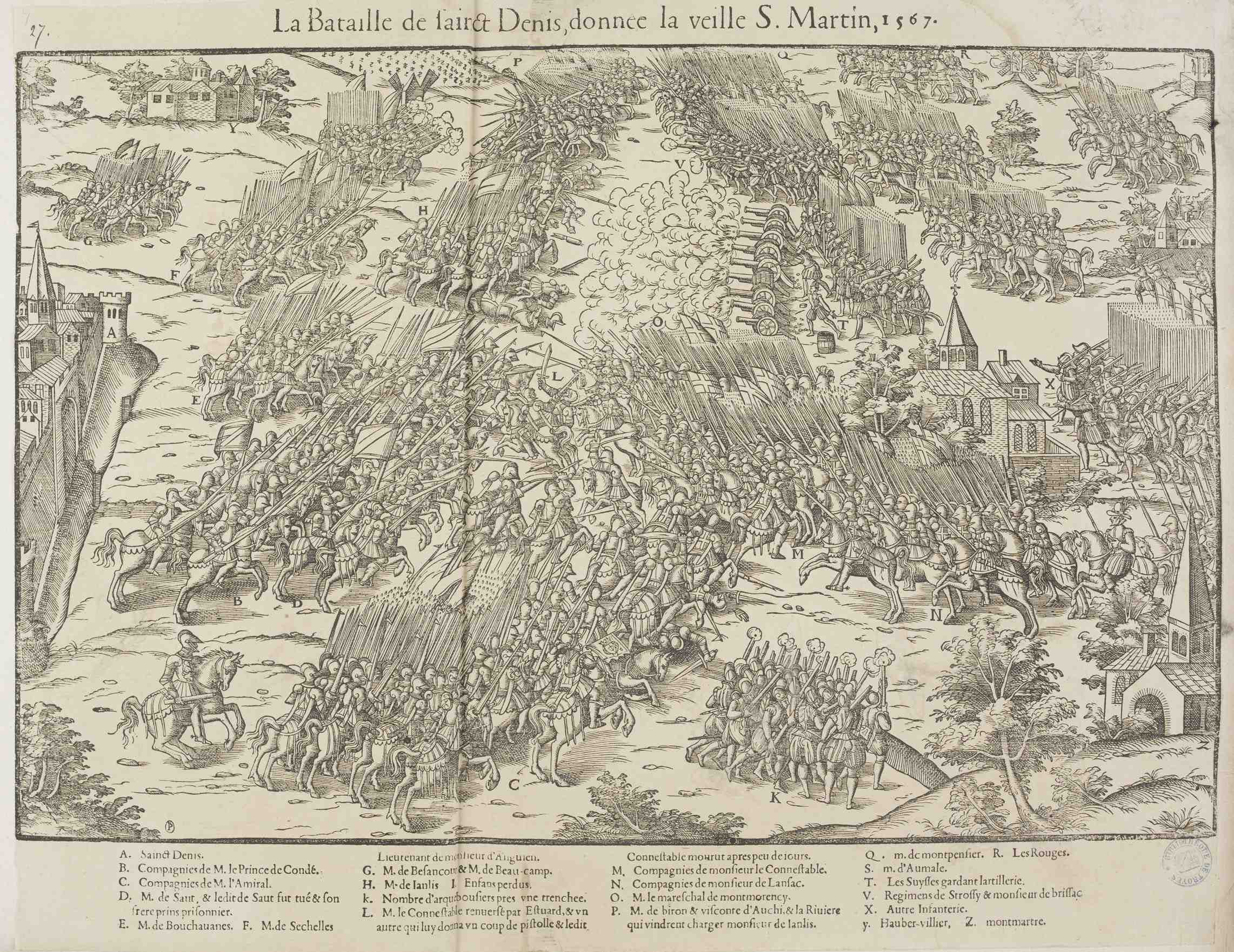
La bataille de Saint-Denis (1567)

Le recueil comprend 39 planches, plus la gravure de la page de titre. Chaque planche mesure environ 32 cm de haut sur 50 cm de large, comporte un titre et est accompagnée d'une légende qui renvoie par des lettres à des détails de l'image.
Le recueil débute avec une représentation de la séance du parlement de Paris où Anne du Bourg, conseiller au parlement, s'adresse, en juin 1559, au roi Henri II et lui reproche sa politique de répression à l'égard des protestants. Les planches suivantes se réfèrent à des épisodes qui ont précédé les guerres de religion proprement dites, comme la conjuration d'Amboise, puis à des événements qui appartiennent aux trois premières guerres de religion jusqu'en mars 1570. Un nombre important de planches représentent des batailles (15 planches), des escarmouches, des sièges ou des massacres.